# Chapter One (álbum)
«Chapter One» —en español: Capítulo Uno— es el álbum debut de la cantante y compositora británica Ella Henderson. Fue lanzado el 10 de octubre de 2014 por el sello discográfico Syco Music. Chapter One alcanzó el número 1 en el Reino Unido en su primera semana de lanzamiento. El álbum fue precedido por los sencillos, "Ghost", "Glow" y "Yours"

## Antecedentes
El 18 de noviembre de 2012, Henderson terminó en la sexta posición en la novena temporada de The X Factor, a pesar de ser la favorita para ganar. El 15 de diciembre, mientras que fue entrevistada en Saturday Night Show en Irlanda, ella reveló que ella había firmado un contrato discográfico con Sony Music. El 22 de enero de 2013, Henderson confirmó que había firmado para el sello discográfico de Simon Cowell, Syco Music. En cuanto a su decisión de firmar con Syco, dijo Henderson, "la cosa más importante que yo estaba buscando era estar involucrada creativamente, y que el sello me presente con el mejor equipo para sacar lo mejor de mí. El hecho de Cowell es dejarme estar involucrada creativamente es arrollador".

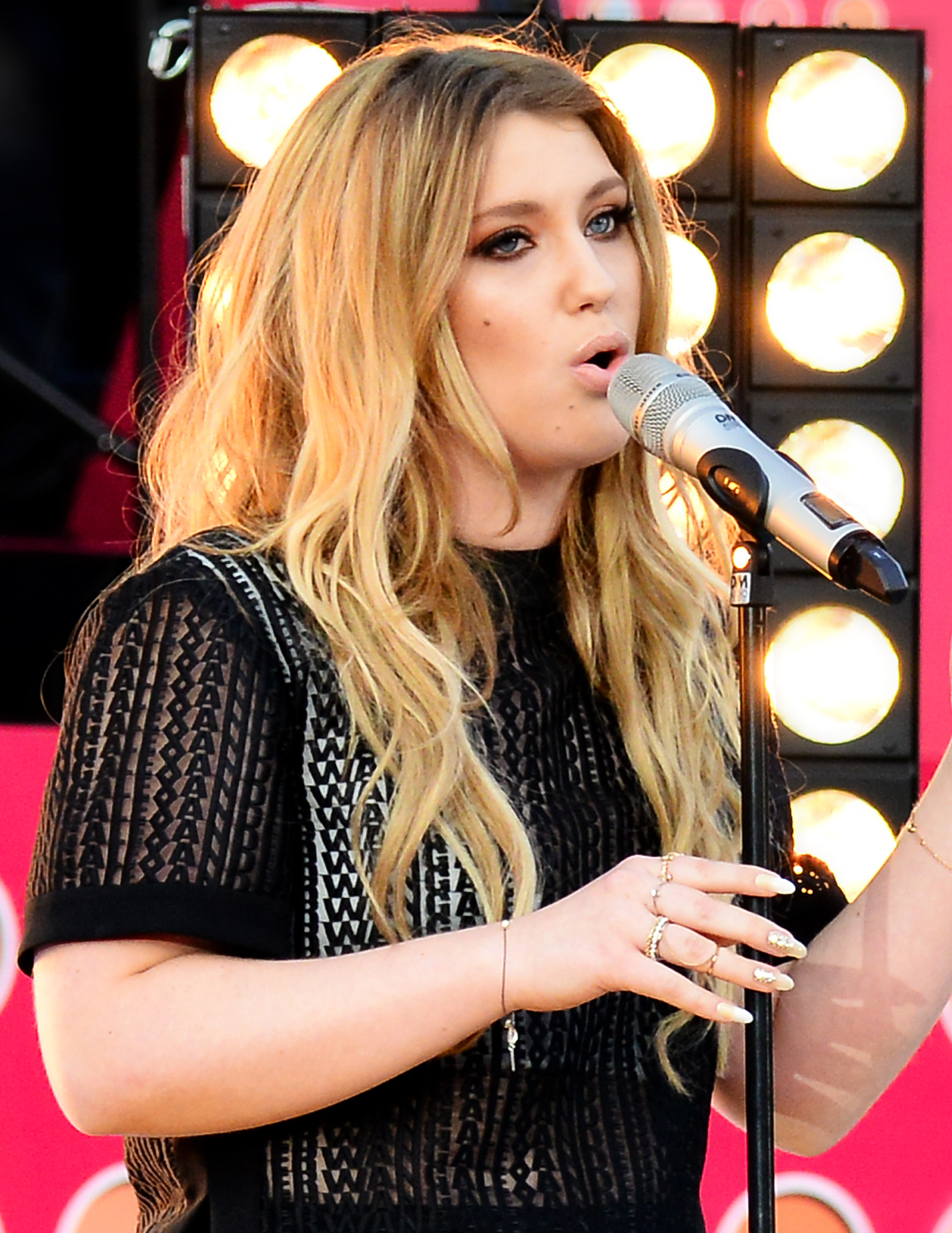
Henderson en Sommarkrysset en 2014

El 15 de junio de 2014, el mismo día su sencillo debut "Ghost" llegó al número uno en el Reino Unido, Henderson anunció la fecha de lanzamiento del álbum que sería el 22 de septiembre de 2014 a través de una serie de tuits, publicó una letra a la vez. El 25 de agosto, Henderson anunció, en su cuenta de Twitter, que el álbum se retrasaría hasta 13 de octubre "Acabo de volver [desde una gira internacional] para iniciar la promoción".

## Promoción
Para promocionar el álbum, Henderson se ha presentado en Britain's Got Talent y en Summertime Ball 2014. También Henderson interpretó "Ghost" en The X Factor Australia el 18 de agosto, que marca su debut en la televisión australiana.

## Sencillos
"Ghost" fue lanzado como primer sencillo del álbum el 8 de junio de 2014. La canción entró en el número uno en la lista UK Singles Chart (Reino Unido), así como en Irish Singles Chart (Irlanda). También ha alcanzado su punto máximo dentro de los diez primeros lugares en Australia, Bélgica, Alemania, Hungría y Nueva Zelanda, Sudáfrica y Suiza.
"Glow" fue lanzado como el segundo sencillo el 5 de octubre de 2014 y alcanzó el puesto número siete en la lista UK Singles Chart.
"Yours" fue lanzado como tercer single del álbum el 30 de noviembre de 2014 y entró en el número dieciséis en el Reino Unido.

## Recibimiento Comercial
Durante la semana anterior el debut del álbum en la lista UK Albums Chart, Official Charts Company informó que el "Chapter One" estaba vendiendo más que su rival más cercano, Sweet Talker de Jessie J, que se esperaba que debute en el número uno. "Chapter One" debutó en el número uno en UK Albums Chart con unas ventas de 43.824 copias convirtiéndose en la "tercera venta más rápida de un debut femenino en 2014, solo detrás de Taylor Swift con 1989 y Sam Bailey con The Power of Love".
En su segunda semana de venta "Chapter One" cayó al número siete en las listas del Reino Unido con 16.718 copias vendidas que reciben una certificación de plata de la British Phonographic Industry (BPI). Durante su tercera semana el álbum cayó tres puestos hasta el número diez con de 11.005 copias vendidas. Durante su cuarta semana, el álbum cayó otros ocho lugares en las listas de éxitos con la venta de 7.452 copias. "Chapter One" se convirtió en uno de los álbumes más vendidos de 2014 en el Reino Unido con 216.831 copias. Hasta el 6 de enero de 2015, el álbum ha vendido más de 300.000 copias en el Reino Unido y obtuvieron la certificación de platino por BPI.

## Lista de canciones
| Chapter One — Standard version |                        |                                                                  |                                    |          |  |
| N.º                            | Título                 | Escritor(es)                                                     | Productor(es)                      | Duración |  |
| 1.                             | «Ghost»                | Ella Henderson Ryan Tedder Noel Zancanella                       | Tedder Zancanella                  | 3:36     |  |
| 2.                             | «Empire»               | Henderson Camille Purcell Peter Kelleher · Ben Kohn · Tom Barnes | TMS                                | 3:49     |  |
| 3.                             | «Glow»                 | Purcell Steve Mac                                                | Mac                                | 3:48     |  |
| 4.                             | «Yours»                | Henderson Josh Record                                            | Record                             | 2:48     |  |
| 5.                             | «Mirror Man»           | Henderson Al Shux Laura Pergolizzi                               | Shux                               | 3:42     |  |
| 6.                             | «Hard Work»            | Henderson Salaam Remi                                            | Remi                               | 4:32     |  |
| 7.                             | «Pieces»               | Henderson Kelleher Kohn Barnes Johan Carlsson                    | TMS                                | 3:43     |  |
| 8.                             | «The First Time»       | Henderson Antonio Lamar Dixon Kenny "Babyface" Edmonds           | Happy Pérez Babyface Iain James    | 3:47     |  |
| 9.                             | «All Again»            | Henderson Jamie Scott                                            | Scott Toby Smith Mike Needle       | 4:11     |  |
| 10.                            | «Give Your Heart Away» | Henderson Carlsson                                               | Oakwud Steve Mostyn Carlsson James | 3:31     |  |
| 11.                            | «Rockets»              | Henderson Claude Kelly Steve Robson                              | TMS Robson                         | 3:41     |  |
| 12.                            | «Lay Down»             | Henderson Kelleher Kohn Barnes                                   | TMS                                | 4:18     |  |
| 13.                            | «Missed»               | Henderson Darren Alboni Christian Gilbart                        | Scott Toby Smith Needle            | 3:14     |  |

| Chapter One — Deluxe version (bonus tracks) |                          |                                                                              |                                               |          |  |
| N.º                                         | Título                   | Escritor(es)                                                                 | Productor(es)                                 | Duración |  |
| 14.                                         | «Billie Holiday»         | Henderson Richard Stannard Ash Howes Bradford Ellis James Napier Yusuf Islam | Stannard Howes Ellis Richard Adlam Hal Ritson | 3:17     |  |
| 15.                                         | «Beautifully Unfinished» | Henderson Robson Lindy Robbins                                               | Robson Komi Hakam                             | 3:40     |  |
| 16.                                         | «1996»                   | Henderson Carlsson                                                           | Dapo Torimiro Carlsson                        | 2:51     |  |
| 17.                                         | «Five Tattoos»           | Henderson Alboni                                                             | TMS                                           | 3:03     |  |
| 18.                                         | «Giants»                 | Henderson Robson Claude Kelly                                                | Robson                                        | 3:37     |  |

| Chapter One — iTunes Store deluxe version (pre-order only bonus tracks) |                                                             |                                                                               |               |          |  |
| N.º                                                                     | Título                                                      | Escritor(es)                                                                  | Productor(es) | Duración |  |
| 19.                                                                     | «Believe» (acústica) (Chapter One Sessions EP)              | Brian Higgins Stuart McLennen Paul Barry Steven Torch Matthew Gray Tim Powell |               |          |  |
| 20.                                                                     | «Rockets» (acústica) (Chapter One Sessions EP)              | Henderson Robson Kelly                                                        |               |          |  |
| 21.                                                                     | «Give Your Heart Away» (acústica) (Chapter One Sessions EP) | Henderson Carlsson                                                            |               |          |  |

| Chapter One — U.S. standard version |                        |          |  |
| N.º                                 | Título                 | Duración |  |
| 1.                                  | «Ghost»                | 3:36     |  |
| 2.                                  | «Empire»               | 3:49     |  |
| 3.                                  | «Glow»                 | 3:48     |  |
| 4.                                  | «Yours»                | 2:48     |  |
| 5.                                  | «Mirror Man»           | 3:42     |  |
| 6.                                  | «Hard Work»            | 4:32     |  |
| 7.                                  | «Pieces»               | 3:43     |  |
| 8.                                  | «All Again»            | 4:11     |  |
| 9.                                  | «Give Your Heart Away» | 3:31     |  |
| 10.                                 | «Rockets»              | 3:41     |  |
| 11.                                 | «Missed»               | 3:14     |  |

| Chapter One — U.S. deluxe version |                        |          |  |
| N.º                               | Título                 | Duración |  |
| 1.                                | «Ghost»                | 3:36     |  |
| 2.                                | «Empire»               | 3:49     |  |
| 3.                                | «Glow»                 | 3:48     |  |
| 4.                                | «Yours»                | 2:48     |  |
| 5.                                | «Mirror Man»           | 3:42     |  |
| 6.                                | «Hard Work»            | 4:32     |  |
| 7.                                | «Pieces»               | 3:43     |  |
| 8.                                | «Five Tattoos»         | 3:02     |  |
| 9.                                | «The First Time»       | 3:47     |  |
| 10.                               | «All Again»            | 4:11     |  |
| 11.                               | «Give Your Heart Away» | 3:31     |  |
| 12.                               | «Rockets»              | 3:41     |  |
| 13.                               | «Lay Down»             | 4:18     |  |
| 14.                               | «Missed»               | 3:14     |  |

| Chapter One — Target exclusive deluxe version |                          |          |  |
| N.º                                           | Título                   | Duración |  |
| 1.                                            | «Ghost»                  | 3:36     |  |
| 2.                                            | «Empire»                 | 3:49     |  |
| 3.                                            | «Glow»                   | 3:48     |  |
| 4.                                            | «Yours»                  | 2:48     |  |
| 5.                                            | «Mirror Man»             | 3:42     |  |
| 6.                                            | «Hard Work»              | 4:32     |  |
| 7.                                            | «Beautifully Unfinished» | 3:40     |  |
| 8.                                            | «Pieces»                 | 3:43     |  |
| 9.                                            | «Give Your Heart Away»   | 3:31     |  |
| 10.                                           | «All Again»              | 4:11     |  |
| 11.                                           | «1996»                   | 2:51     |  |
| 12.                                           | «Rockets»                | 3:41     |  |
| 13.                                           | «Giants»                 | 3:37     |  |
| 14.                                           | «Missed»                 | 3:14     |  |

## Posicionamiento en listas
| Alemania          | German Albums Chart      | 14 |
| Australia         | Australian Albums Chart  | 11 |
| Austria           | Austrian Albums Chart    | 14 |
| Bélgica (Flandes) | Ultratop 50              | 27 |
| Bélgica (Valonia) | Ultratop 40              | 88 |
| Dinamarca         | Danish Albums Chart      | 17 |
| Irlanda           | Irish Albums Chart       | 4  |
| Finlandia         | Finnish Albums Chart     | 37 |
| Nueva Zelanda     | New Zealand Albums Chart | 9  |
| Escocia           | Scottish Albums Chart    | 1  |
| España            | Spanish Albums Chart     | 53 |
| Noruega           | Norwegian Albums Chart   | 20 |
| Países Bajos      | Dutch Albums Top 100     | 9  |
| Suiza             | Swiss Albums Chart       | 9  |
| Suecia            | Swedish Albums Chart     | 34 |
| Reino Unido       | UK Albums Chart          | 1  |
| Estados Unidos    | Billboard 200            | 11 |

### Certificaciones
| País        | Organismo certificador | Certificación | Ventas certificadas | Ref.   |
| ----------- | ---------------------- | ------------- | ------------------- | ------ |
| Reino Unido | BPI                    | Platino       | 300 000             | [ 34 ] |